# You Don't Do It for Me Anymore
You Don't Do It for Me Anymore è un brano musicale della cantante statunitense Demi Lovato, registrato per il suo sesto album in studio Tell Me You Love Me. È stato pubblicato l'8 settembre 2017 come secondo singolo promozionale estratto dall'album, dopo Tell Me You Love Me.

## Descrizione
A giugno 2017, Lovato ha condiviso un'anteprima della canzone su una storia Instagram. Nella sua prima settimana, ha poi venduto 12,757 copie.

## Testo
Il testo parla di una vecchia situazione di una relazione negativa con un partner che si comporta in modo violento con la cantante, che spiega che la sua presenza non le è più necessaria come prima. Nonostante sia scritta nella prospettiva di una relazione finita, Lovato ha spiegato che la canzone riguarda le sue lotte e dipendenze personali, dicendo: "L'ho cantata con molta emozione perché mi ricorda il mio rapporto con la me del passato, a cui non mi identifico più".

## Accoglienza
Rob Arcand di Billboard ha lodato la sua voce nella traccia, paragonandola a quella di Adele. Nella sua recensione dell’album Tell Me You Love Me, Jamieson Cox per Pitchfork ha descritto la traccia come un inno alle rotture amorose. Idolator ha dichiarato che la canzone sarebbe diventata la ballata della cantante più famosa da Skyscraper.

## Esibizioni dal vivo
Lovato ha cantato per la prima volta la canzone dal vivo all’American Airlines AAAdvantage Mastercard Concert a New York City Center Il 24 gennaio 2018. È stata inoltre inserita come traccia d’apertura al suo Tell Me You Love Me Tour.